# Baudouin (Automarke)
Baudouin war eine belgische Automarke.

## Unternehmensgeschichte
Die SA des Ateliers H. P. Déchamps wurde 1898 gegründet. Das Werk befand sich am Boulevard Baudouin in Brüssel. Die angebotenen Fahrzeuge wurden als Déchamps vermarktet. Am 31. Dezember 1899 wurde das Unternehmen in SA des Moteurs et Automobiles Déchamps umbenannt. Der Markenname Baudouin wurde ab Januar 1904 verwendet, als neue Modelle entwickelt waren. 1906 endete die Produktion. Im selben Gebäude war die Société de Construction Mécaniques et d'Automobiles ansässig, die zwischen 1904 und 1905 Automobile unter dem Markennamen Direct herstellten.

## Fahrzeuge
Von 1904 bis 1906 gab es 15 CV mit 15 PS und 25 CV mit 25 PS, jeweils mit Vierzylindermotoren. Die Motoren hatten OHC-Ventilsteuerung.